# Loi de Kesten-McKay
En théorie des probabilités, la loi de Kesten-McKay est une loi de probabilités utilisée en théorie des graphes.
Brendan Kesten établit que pour une suite de graphes aléatoires de degré d ≥ 2 dont l'ordre n tend vers l'infini, les valeurs propres convergent simplement vers la loi de Kesten-McKay. Dans le même article, il montre que cette loi est celle que suivent les valeurs propres de tout graphe régulier étiqueté de degré d.

## Définition
La fonction de densité de la loi de Kesten-McKay est :
{\displaystyle f_{KM}(x|d)={\frac {d}{2\pi }}{\frac {\sqrt {4(d-1)-x^{2}}}{d^{2}-x^{2}}}1\!\!1_{|x|\leqslant 2{\sqrt {d-1}}}(x)}
Il s'agit d'un cas particulier de la loi de Kesten, définie par la densité : 
{\displaystyle f_{KM}(x|d,q)={\frac {d}{2\pi }}{\frac {\sqrt {4(q-1)-x^{2}}}{d^{2}-(d-q)x^{2}}}1\!\!1_{|x|\leqslant 2{\sqrt {q}}}(x)}

## Propriétés

### Moments
La densité de la loi de Kesten-McKay est paire, donc tous les moments d'ordre impair sont nuls et ceux d'ordre pair valent :
{\displaystyle \mathbb {E} (X^{2k})=d\sum _{i=0}^{k}C(k-1,i)d^{k-i-1}(d-1)^{i}}
où C(k,i) est un nombre du triangle de Catalan.

## Liens avec d'autres lois
Pour d tendant vers l'infini, la loi de Kesten-McKay tend vers la loi du demi-cercle.